# Batalla de Cinoscèfales
|  | Per a altres significats, vegeu «Batalla de Cinoscèfales (364 aC)». |

La batalla de Cinoscèfales (en grec antic Μάχη τῶν Κυνὸς Κεφαλῶν) de l'any 197 aC va ser una de les batalles de la Segona Guerra Macedònica. Va ser una victòria romana decisiva que va marcar la fi del conflicte.

## Antecedents
Filip V de Macedònia havia donat a Esparta el control sobre Argos, una important ciutat a la costa egea del Peloponnès, amb la condició que desertés de la coalició amb la República de Roma i s'unís a l'aliança macedònica. Quan la guerra es va girar contra el Regne de Macedònia, Esparta es va reincorporar a la coalició romana i va enviar 600 mercenaris cretencs per reforçar l'exèrcit romà.

## Exèrcits

### Romans
Flaminí tenia uns 25.500 homes: 16.000 legionaris, 8.400 soldats d'infanteria lleugera, 1.800 de cavalleria i 20 elefants de guerra. Per aliats tenia, a més dels de la lliga Etòlia, la infanteria lleugera d'Atamània i arquers mercenaris de Creta.

### Macedonis
Filip V tenia uns 26.000 homes dels que 16.000 formaven les falanges, 2.000 soldats d'infanteria lleugera, 5.500 mercenaris i aliats de Creta, Il·líria i Tràcia, i a més 2.000 soldats de cavalleria. La cavalleria tessàlia estava dirigida per Heraclides de Girtó, i la cavalleria macedònia per Lleó. Els mercenaris (excepte els tracis) estaven comandats per Atenàgores de Macedònia i el segon cos d'infanteria per Nicànor l'Elefant.

## Batalla
A la primavera del 197 aC Tit Quinti Flaminí va deixar el campament i va iniciar la segona campanya ajudat pels auxiliars aqueus i etolis que formaven la Lliga Etòlia, avançant per la Ftiòtida, on Filip al front del seu exèrcit, li va sortir al pas. Un primer enfrontament menor es va produir a Feres, i va ser favorable als romans. Els dos exèrcits es van dirigir cap a Farsàlia i Escotussa, trobant-se a Cinoscèfales. Filip va enviar un destacament a ocupar els turons de Cinoscèfales i Flaminí, que encara no sabia on era Filip, va enviar cavalleria i infanteria lleugera a reconèixer el terreny. Aquests soldats es van enfrontar a les tropes de Felip als turons. La batalla en aquell lloc va ser ferotge i Flaminí va enviar com a reforç 500 soldats de cavalleria i 2.000 d'infanteria, la majoria etolis, forçant els homes de Filip a enfilar-se pels turons. Filip va enviar més homes a la lluita, i la seva cavalleria macedònia i tessàlia va rebutjar els romans que van descendir turó avall, fins que la cavalleria etòlia va estabilitzar la situació. Filip no es mostrava disposat a enviar les falanges a lluitar en un terreny muntanyós, però finalment va ordenar un assalt amb la meitat de la falange, 8.000 homes, quan va saber que els romans fugien. Flaminí va situar les seves tropes al pla, i va deixar la seva ala dreta de reserva, amb els elefants al davant, i va dirigir personalment l'ala esquerra contra Filip. Mentrestant, la falange de Filip havia arribat al cim, i després d'unir-se amb les seves tropes lleugeres i la cavalleria que va col·locar a la seva ala dreta, va fer carregar la seva falange turó avall cap als legionaris que s'acostaven. Quan l'ala esquerra romana retrocedia davant de l'atac, Flaminí va prendre el comandament de l'ala dreta i va ordenar l'atac.
L'ala dreta de Filip estava situada en un terreny més alt que l'ala esquerra romana, i al principi va tenir èxit en l'atac. La falange va perseguir els romans pel vessant dels turons. Les legions romanes de l'esquerra no van cedir i van lluitar ferotgement, però l'ala esquerra i el centre de l'exèrcit macedònic, comandats per Nicànor l'Elefant, no van aconseguir una bona formació de batalla. L'ala dreta romana va atacar els macedonis i va tenir més èxit que l'esquerra. Flaminí va concentrar el seu atac en Nicànor i a l'ala esquerra del rei macedoni. La batalla es va equilibrar, i Flaminí va enviar els elefants contra les falanges, que van fugir espantades. Un tribú militar de l'ala dreta romana, va separar vint manípuls d'infanteria pesada, uns 2.000 homes, i els va dirigir cap al centre i l'esquerra de l'exèrcit macedoni, per la banda del darrere i pels flancs. La falange no va poder situar-se per fer-los-hi front perquè els maniples romans podien maniobrar molt més ràpidament. Els macedonis van aixecar les seves sarisses com a senyal de rendició, però o els romans no van entendre aquest senyal o el van ignorar. Hi va haver un pànic total a les files macedònies i envoltats per les dues ales de la legió romana, van patir grans baixes i van fugir. Segons Polibi, van morir 8.000 macedonis i 5.000 van ser fets presoners i en la que Luci Quinti Flaminí va obtenir una victòria completa (només va perdre 700 homes).

## Conseqüències
Tota Tessàlia es va rendir als romans i Filip V de Macedònia va demanar la pau. Els etolis es van atribuir la principal part en la victòria.